# Furcula sangaica
Furcula sangaica är en fjärilsart som beskrevs av Moore 1877. Furcula sangaica ingår i släktet Furcula och familjen tandspinnare. Inga underarter finns listade i Catalogue of Life.